# Carol Cleveland
Carol Cleveland (Londres, 13 de janeiro de 1942) é uma atriz e comediante britânica. Ficou conhecida por participar do grupo humorístico Monty Python.

## Primeiros anos
Nascida em East Sheen, Londres, mudou-se para os Estados Unidos com a mãe e o padrasto da Força Aérea dos EUA ainda muito jovem. Ela foi criada em Filadélfia, Pensilvânia; Lubbock, Texas; e mais tarde Pasadena, Califórnia, onde frequentou as escolas John Marshall Junior High School e Pasadena High School. Ela é ex-Miss California Navy e apareceu como Miss Teen Queen na revista MAD  aos 15 anos. Carol foi Miss Teen na edição de agosto de 1958 da revista Dig.
Cleveland retornou com sua família para Londres em 1960, e estudou na Royal Academy of Dramatic Art.

## Carreira
Cleveland se apresentou como figurante em The Persuaders!, secretária em The Saint, e outros programas de TV e filmes, aparecer como figurante nas produções de comédias da BBC, incluindo The Two Ronnies, Morecambe and Wise e vários veículos para Spike Milligan.

### Monty Python
Cleveland chamou a atenção da equipe de produção do Monty Python's Flying Circus. Ela apareceu em 30 dos 45 episódios da série, além de todos os quatro filmes da trupe. Cleveland contribuiu em muitos projetos pós-Python, incluindo  Concert for George e Not the Messiah (He's a Very Naughty Boy). Ela também apareceu em muitos documentários sobre a história do grupo, incluindo Monty Python: Almost the Truth (Lawyer's Cut).

## Filmografia selecionada
- Strictly for the Birds (1963)
- The Pleasure Girls (1965)
- A Countess from Hong Kong (1967)
- Mister Ten Per Cent (1967)
- The Bliss of Mrs. Blossom (1968)
- The Adding Machine (1969)
- Moon Zero Two (1969)
- And Now for Something Completely Different (1971)
- All I Want Is You... and You... and You... (1974)
- Vampira (1974)
- The Return of the Pink Panther (1975)
- Monty Python and the Holy Grail (1975)
- The Brute (1977)
- Monty Python's Life of Brian (1979)
- Funny Money (1983)
- Monty Python's The Meaning of Life (1983)
- Concert for George (2002)
- Not the Messiah (He's a Very Naughty Boy) (2009)
- A Liar's Autobiography: The Untrue Story of Monty Python's Graham Chapman (2012, voice role)
- Monty Python Live (Mostly) (2014)